# История села Горюхина
«Исто́рия села́ Горю́хина» — неоконченная повесть Александра Сергеевича Пушкина, написанная во время «болдинской осени» 1830 года. Представляет собой начало сельской хроники, изложенной от лица владельца Горюхина — молодого помещика Ивана Петровича Белкина.

## История создания
Написано осенью 1830 года в Болдине. На рукописи стоят даты 31 октября и 1 ноября.
«История села Горюхина» представляет собой одну из рукописей, оставшихся от вымышленного Пушкиным автора — Ивана Петровича Белкина (1801—1828), владельца села Горюхина, прожившего в нём почти всю жизнь (с перерывом на воинскую службу). В ранней версии биографии Белкина, написанной ещё в 1829 году, И. П. Белкин явно упоминается как автор двух различных рукописей — цикла повестей («Повести Белкина») и истории собственной вотчины.
В черновиках сохранились цифры числовых подсчётов для «Истории…», исходя из площади села в 240 десятин. При этом Пушкин основывался на данных Болдина по состоянию имения к V ревизии (1794).
При жизни Пушкина повесть не печаталась. Впервые напечатана (с пропусками и неправильной последовательностью частей) в «Современнике», т. VII, 1837, с. 197—220.

## Сюжет
В начале повести упоминается Письмовник Курганова — «Российская универсальная грамматика, или Всеобщее письмословие, предлагающее легчайший способ основательного учения русскому языку, с седьмью присовокуплениями разных учебных и полезнозабавных вещей» Николая Гавриловича Курганова. Эту книгу можно было найти практически в каждой грамотной семье того времени.
Далее автор (И. П. Белкин) излагает свою биографию, желая показать, как он решился написать историю родной отчины. Он подчёркивает, что звание литератора казалось ему всегда «самым завидным», однако он не мог и мечтать об этом, не получив должного образования.
Автор родился и вырос в Горюхине, затем поступил на службу в пехотный полк, однако после смерти родителей оставил службу и вернулся в село, вступив во владение имением.
Он обратился к сочинительству и начал писать поэму о Рюрике, однако вскоре почувствовал, что «не рождён поэтом». Затем он записал несколько слышанных ранее анекдотов, но наконец решил попробовать себя в описании истории. Обнаружив старинные листки календаря с записками своих предков, а также летопись местного дьячка и другие документы, автор на их основе составил историю Горюхина, изложенную так, как будто речь идёт об отдельной стране.
Повествование о селе начинается с описания его географии и климата, внешности и характера жителей села. (Село занимает более 240 десятин, а число жителей достигает 63 душ.) Отмечается склонность горюхинских мужиков к пьянству и их любовь к стихам местного сочинителя Архипа Лысого.
В разделе «Баснословные времена» говорится о том, что в древности село пережило «золотой век» изобилия, однако со временем обеднело. Оно управлялось старостой Трифоном, а владельцы села (Белкины) не обращали на него особого внимания. Однако однажды всё переменилось: из-за упадка в прочих владениях Белкиных они прислали в Горюхино приказчика, который стал более усердно собирать оброк с крестьян, что привело к ещё большему их обнищанию…

## Дальнейший план повести
О полном замысле Пушкина даёт представление план повести, сохранившийся в черновиках. После раздела «Баснословные времена», начатого в рукописи, должны были идти следующие разделы: «Правление старосты Антипа Мудрого», «Приезд моего прадеда тирана Ив. В. Т.», «Дед мой управляет. Пожар», «Соседи. Повальная болезнь. Церковная история», «Мужики разорены. Отец мой. Староста Трифон. Бунт», «Приказчик», «…барщина».
В конце плана идёт краткое резюме: «Была богатая вольная деревня / Обеднела от тиранства / Поправилась от строгости / Пришла в упадок от нерадения…»

## Горюхино
Горюхино стало символическим образом, символом закрепощённой России. Опираясь на ироничное замечание Пушкина, поданное устами Белкина, о том, что его отчина является страной, а Горюхино — её столицей, советское пушкиноведение однозначно распространяло образ на всю страну. Сатирические приёмы, найденные или разработанные Пушкиным для села, послужили прототипом для создания Салтыковым-Щедриным города Глупова в «Истории одного города». Аллюзия на село Горюхино и его бытоописателя Ивана Петровича Белкина встречается у Бориса Можаева в повести «История села Брёхова, писанная Петром Афанасиевичем Булкиным» (1968 год).